# Sphaeropteris trichophora
Sphaeropteris trichophora là một loài dương xỉ trong họ Cyatheaceae. Loài này được R.M.Tryon mô tả khoa học đầu tiên năm 1970.
Danh pháp khoa học của loài này chưa được làm sáng tỏ. 